# Baie de Jacmel
Baie de Jacmel är en vik i Haiti.   Den ligger i departementet Sud-Est, i den södra delen av landet, 40 km söder om huvudstaden Port-au-Prince.